# Spiracolo tracheale

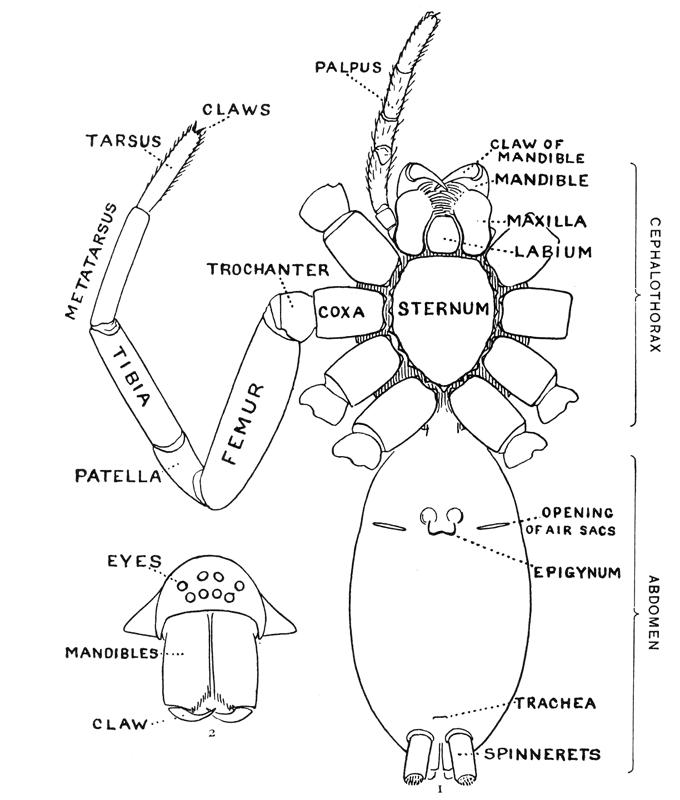
Lo spiracolo tracheale è Visibile in figura, poco sopra le filiere (spinnerets)

Lo spiracolo tracheale nei ragni è l'apertura o orifizio attraverso cui entra l'aria verso la trachea. La maggior parte dei ragni possiede la trachea tubolare, composta da tubicini ramificati che si originano direttamente dallo spiracolo; alcune famiglie di ragni posseggono la trachea a setaccio, una struttura lamellare, simile ai polmoni a libro.
Questo orifizio è situato nella parte ventrale dell'opistosoma, poco al di sopra delle filiere.
Le contrazioni di un muscolo collegato alla trachea consentono l'apertura e la chiusura dello spiracolo e il passaggio dell'aria per diffusione.